# Demokratski centar
Demokratski centar (DC), bila je centristička politička stranka u Hrvatskoj.

## Povijest
Stranka je nastala nakon poraza vladajuće Hrvatske demokratske zajednice na parlamentarnim i predsjedničkim izborima 2000. godine. Dio njezina vodstva, uključujući ministra vanjskih poslova Matu Granića i bivšu Tuđmanovu savjetnicu Vesnu Škare-Ožbolt, zaključio je da je HDZ previše kompromitiran korupcijskim i drugim aferama, ali i odbačenom desnom nacionalističkom politikom, te je osnovao novu stranku, koju je nastojao predstaviti kao umjerenu i centru orijentiranu. Pridružuju im se bivši predsjednik Vlade Hrvoje Šarinić i netom iz političkih razloga razriješeni pomoćnik ministra unutarnjih poslova Joško Morić.
Stranka - koja je bila u oporbi prema vladi Ivice Račana – ispočetka, pod Granićevim vodstvom nije imala mnogo uspjeha. S vremenom se počela ponovno približavati HDZ-u, u kojemu je u međuvremenu počela dominirati ideološki kompatibilna, umjerena struja Ive Sanadera. Na izborima 2003. godine DC je nastupio na zajedničkoj listi s Budišinim HSLS-om, strankom koja je napustila trećosiječanjsku vlast i također se približila HDZ-u. Ta je lista na izborima doživjela debakl, osvojivši tek tri mjesta, za što je Granić, poput Budiše, preuzeo odgovornost i podnio ostavku na mjesto čelnika stranke.
Jedino saborsko mjesto za DC osvojila je Vesna Škare-Ožbolt, koja je preuzela i vodstvo stranke, a DC je postao dio Sanaderove vladajuće koalicije. Škare-Ožbolt je dobila mjesto ministrice pravosuđa te se nastojanjem da se reformiraju tradicionalno nesposobni hrvatski sudovi, ali i vještim odnošenjem prema medijima, vrlo brzo nametnula kao jedna od najpopularnijih članica Sanaderove vlade. Početkom 2006. godine ju je Sanader smijenio - navodno zbog curenja povjerljivih vladinih dokumenta - ali se smatra da je razlog bilo neslaganje Škare-Ožbolt s korupcijom i izborom sudaca mimo zakona, iza čega je stajao vladajući vrh. DC je nakon toga istupio iz vlade i prešao u oporbu.
Stranka je 2016. godine izbrisana iz Registra političkih stranaka.

## Predsjednici
- Mate Granić (2000. – 2003.)
- Vesna Škare-Ožbolt (2003. – 2016.)

## Vanjske poveznice
- Službena stranica